# RMS Adriatic
RMS Adriatic era un transatlantico  di 2ª generazione della White Star Line. Era il quarto di un quartetto di navi di oltre 20.000 tonnellate, soprannominato Big Four. La nave fu l'unica delle quattro che non fu mai la nave più grande del mondo; tuttavia, è stata la più veloce delle sue gemelle. È stato il primo transatlantico ad avere una piscina coperta e un bagno turco.

## Storia
Costruita da Harland and Wolff, è stato varato il 20 settembre 1906 (lo stesso giorno che venne varato anche l'RMS Mauretania della Cunard Line). Ha compiuto il suo viaggio inaugurale da Liverpool a New York l'8 maggio 1907 sotto il comando del capitano Edward Smith. Originariamente avrebbe dovuto seguire la rotta Liverpool-New York, ma successivamente fu spostata alla rotta Southampton-New York appena dopo il suo viaggio inaugurale. È stato il primo transatlantico White Star a utilizzare il molo di recente costruzione a Southampton, chiamato White Star Dock (ribattezzato nel 1922 in Ocean Dock). Ha seguito la rotta Southampton-New York fino al 1911, quando l'Olympic l'ha sostituita; l'Adriatic è quindi tornato alla linea Liverpool-New York. L'Adriatic salpò da Liverpool il 18 aprile 1912 ed arrivò a New York il 27 aprile 1912. Alcuni dei superstiti del Titanic viaggiarono su questa nave per far ritorno in Inghilterra, con partenza New York il 2 maggio 1912. Tra questi passeggeri vi furono Bruce Ismay, amministratore delegato della White Star (che era stato pesantemente attaccato dalla stampa e dall'opinione pubblica per aver abbandonato la nave quando c'erano ancora donne e bambini a bordo), e Millvina Dean, la persona più giovane in assoluto a bordo dello sfortunato transatlantico (all'epoca era una neonata di due mesi e fu l'ultima a morire in assoluto tra i superstiti, nel 2009).

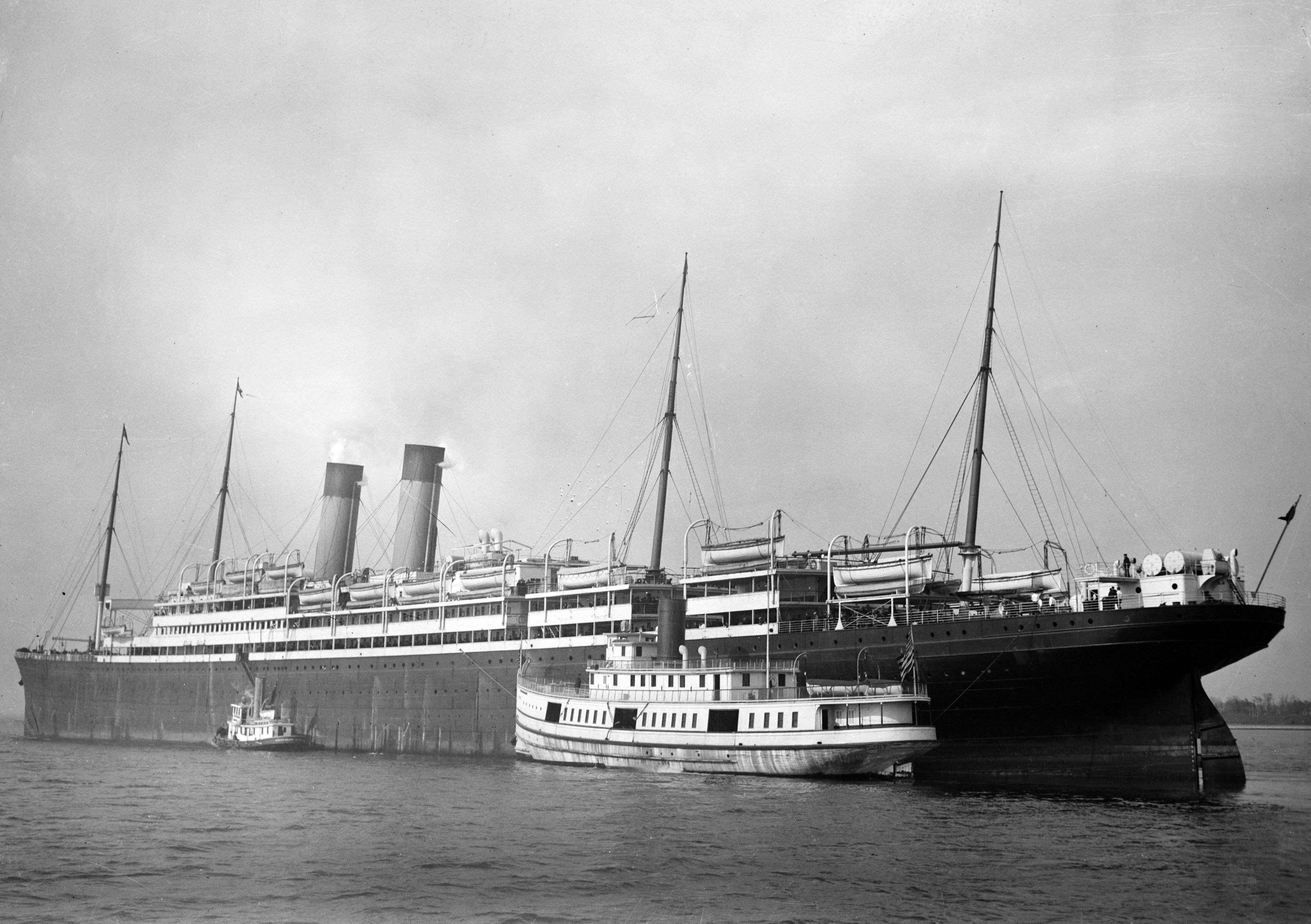
RMS Adriatic nel 1907.

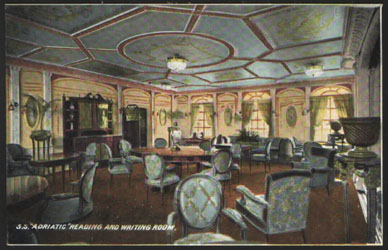
Sala di lettura e scrittura dell'Adriatic.

### Servizio in guerra ed attività post-bellica
Durante la prima guerra mondiale, l'Adriatic fu utilizzata come nave trasporto truppe e sopravvisse alla guerra senza incidenti.
Dopo la fine della guerra, tornò al servizio passeggeri. Nel 1926, fu ritirata dalla rotta del Nord Atlantico e fu convertita in nave da crociera.
Nel 1934 i britannici Boy Scouts e Girl Guides la noleggiarono per una crociera nel Mediterraneo, sotto il comando del comandante Freeman. Per questa crociera, l'Adriatic salpò da Liverpool il 29 marzo 1934 e fece scalo a Gibilterra, Villefranche, Malta, Algeri e Lisbona.

### Ultimo viaggio e demolizione
Nel 1934 fu venduta a £ 48 000 per essere demolita.  L'Adriatic dunque lasciò Liverpool per l'ultima volta il 19 dicembre 1934, effettuò il suo viaggio più lungo arrivando a Osaka, in Giappone. Qui fu demolita nel 1935.